# 沙鲁纳斯·亚西克维丘斯
沙鲁纳斯·亚西克维丘斯（1976年3月5日—）是一名立陶宛职业篮球运动员，曾效力于巴塞隆納籃球俱樂部。2014年7月退役后开始担任教练。